# Temple de Lutry
Le temple de Lutry (avant la Réforme, l'église Saint-Martin) est un lieu de culte protestant située dans la commune de Lutry, en Suisse. La paroisse est membre de l'Église évangélique réformée du canton de Vaud.

## Histoire
La première église, dédiée à saint Martin, construite à Lutry, de type roman a été bâtie à la fin du XIIe siècle par les bénédictins de la région. Détruite par un incendie en 1344, elle est reconstruite en style gothique à l'exception du clocher qui ne sera terminé qu'au XVIe siècle et d'un portique.
Après l'invasion bernoise et l'établissement de la Réforme protestante, l'ancienne chapelle est remplacée par un second clocher en 1569, le premier étant finalement détruit à son tour en 1820. C'est de la même époque que date la voûte peinte due au peintre Humbert Mareschet qui est « un des rares exemples de peinture à la manière italienne de la Renaissance exécutées après la Réforme ».

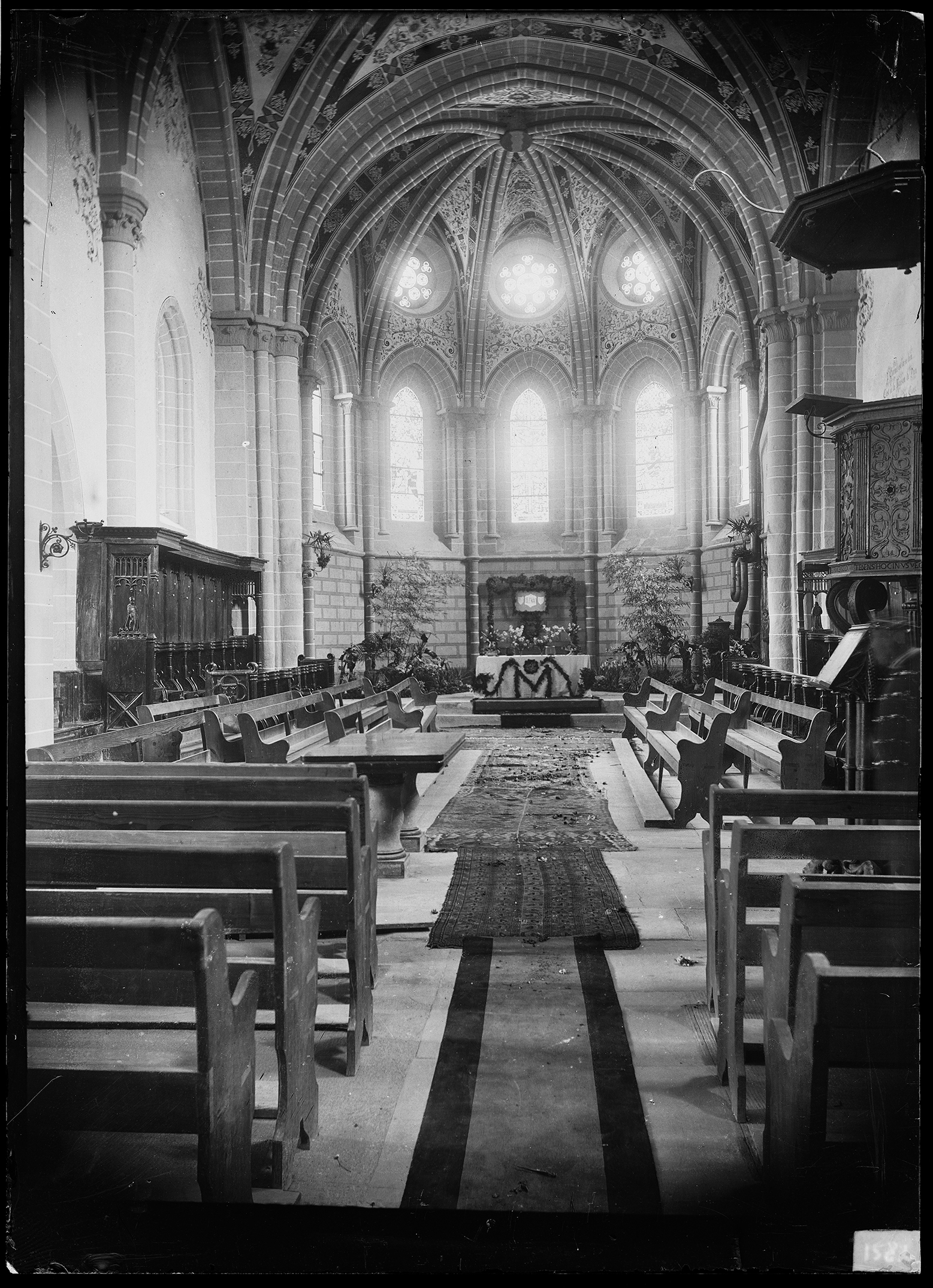
Vue intérieure, par Albert Naef, vers 1903-1910 (Archives cantonales vaudoises)

Entre 1986 et 1988, des travaux de restauration ont permis de rendre au bâtiment son apparence originelle avec, en particulier le recrépissage des façades et le rétablissement des peintures des encadrements.
L'église est inscrite comme bien culturel suisse d'importance nationale. Elle accueille de nombreux concerts dont, en particulier les « Concerts Bach de Lutry » qui ont lieu chaque année depuis 1957.

## Antiphonaires
Les archives communales de Lutry conservent une quinzaine de feuillets en parchemin, vestiges sauvés de deux antiphonaires qui ont appartenu aux moines du couvent bénédictin de Lutry. L’un de ces feuillets présente une lettrine aux armes de Guigues de la Rochette (vers 1400-1468), prieur commendataire de Lutry de 1444-1468. Le même dignitaire fait également réaliser pour l’église de Lutry de nouvelles stalles, datées entre 1454 et 1468 ; c’est sans doute à la même époque qu’il fait copier et enluminer ces antiphonaires. Guigues de La Rochette est issu d’une famille d’Alby-sur-Chéran, près d’Annecy, où elle possède une maison forte dite « La  Rochette ». Il devient chanoine du chapitre de la cathédrale de Genève en 1422 et est attesté comme curé de Cruseilles en 1429. Il cumule par la suite les charges de protonotaire apostolique, de sacristain, puis doyen de Notre-Dame-de-Liesse à Annecy, d'administrateur perpétuel du prieuré de Lutry de 1444 jusqu’à sa mort à Genève en 1468.

## Sonnerie historique
Le temple de Lutry possède un trésor antique inaccessible au public : son ensemble campanaire. En effet, le clocher possède 4 cloches, fondues entre le XVème et le XVIème siècle. Ces cloches sont disposées de manière assez particulière dans le clocher. En effet, 2 cloches (les plus petites) ont été placées en facade, tandis que les deux autres (les deux plus grosses) se situent à l'intérieur du beffroi. Les deux petites cloches possèdent également une autre particularité : elles ont la même note, et sonnent toutes deux en Do#4.
La grosse cloche possède un son bien particulier : en effet, en 1865, le soir de la Saint-Sylvestre, un sonneur, faisant voler la cloche trop haut, brise sa pince. La cloche sonne toujours, avec une sonorité particulière avec son morceau manquant, actuellement exposé.
| N°       | Date | Note | Diamètre | Fondeur                                    |
| -------- | ---- | ---- | -------- | ------------------------------------------ |
| Cloche 1 | 1552 | Do#3 | 155 cm   | Jakob Burdi (Fribourg) / Amey Tyot (Évian) |
| Cloche 2 | 1459 | La3  | 112 cm   | Mercier (Genève)                           |
| Cloche 3 | XVe  | Do#4 | 81 cm    | Inconnu                                    |
| Cloche 4 | 1510 | Do#4 | 71       | Inconnu                                    |